# Durrani-Reich
Das Durrani-Reich (paschtunisch د دورانیانو امپراتوري), auch Sadozai-Königreich oder Afghanisches Reich (د افغانانو واکمني) genannt, wurde von Ahmad Schah Durrani gegründet. In seiner maximalen territorialen Ausdehnung erstreckte sich das Reich über ein Gebiet, das den heutigen Gebieten von Afghanistan, Ost-Iran, Ost-Turkmenistan sowie Pakistan und Nordwest-Indien entspricht.
Im Jahre 1747 wurde der persische König Nader Schah ermordet. Sein Tod hinterließ ein Machtvakuum in seinem riesigen Reich, das sich von Mesopotamien bis nach Indien erstreckte. Von dem Machtvakuum machte gerade im Osten des Landes Ahmad Schah Durrani in Kandahar Gebrauch. Von dort aus begann er Ghazni zu erobern, gefolgt von Kabul. 1749 mussten die Mogulherrscher die Souveränität über einen Großteil Nordwestindiens an die Afghanen abtreten. Ahmad Schah machte sich dann auf den Weg nach Westen, um Herat, Nischapur und Maschhad in Besitz zu nehmen, das von Schah Ruch regiert wurde, den er später als Marionette für die Region einsetzen würde. Als Nächstes sandte er eine Armee, um die Gebiete nördlich des Hindukusch zu unterwerfen, und in kurzer Zeit begannen alle verschiedenen Stämme, sich seiner Sache anzuschließen. Ahmad Schah und seine Streitkräfte fielen viermal in Indien ein und übernahmen die Kontrolle über Kaschmir und die Region Punjab. Anfang 1757 nahm er Delhi ein, erlaubte jedoch der Mogul-Dynastie, die nominelle Kontrolle zu behalten, solange Ahmad Schahs Oberhoheit über den Punjab, Sindh und Kaschmir anerkannt wird und Delhi unter dem Einflussbereich der Durranis bliebe.
Nach dem Tod von Ahmad Schah im Jahr 1772 wurde sein Sohn Timur Schah Durrani der nächste Herrscher der Durrani-Dynastie, der beschloss, Kabul zur neuen Hauptstadt des Reiches zu machen, und Peschawar als Winterhauptstadt benutzte. Das Durrani-Reich gilt als Grundlage des modernen Staates Afghanistan und Ahmad Schah Durrani als „Vater der Nation“.
Von nun an trugen die Abdali den Namen Durrani – abgeleitet vom persischen Durr-i Durran, Perle der Perlen – um die besondere Position des Stammes in der paschtunischen Gesellschaft hervorzuheben (zum Teil setzt sich dieser Kleinkrieg zwischen den beiden Clans bis heute fort).

## Gründung des afghanischen Staates

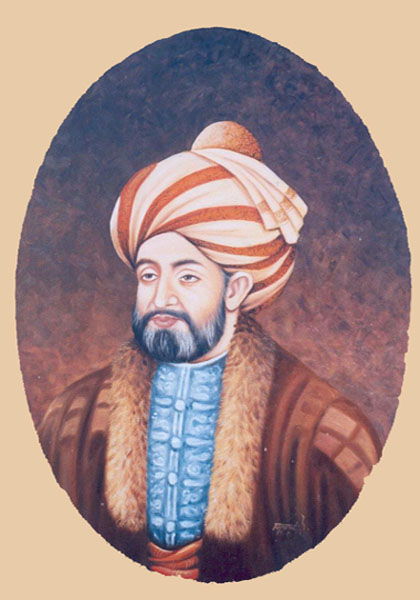
Ahmad Schah Durrani, der Vater Afghanistans.

Im Jahr 1709 erlangte Mir Wais Hotak, Chef des Ghilzai-Stammes der Provinz Kandahar, die Unabhängigkeit von der Safawidendynastie. Von 1722 bis 1725 regierte sein Sohn Mahmud Hotak kurzzeitig große Teile des Irans und erklärte sich selbst zum Schah von Persien. Die Hotaki-Dynastie endete jedoch 1738 vollständig, nachdem sie von den Afschariden, die von Nader Shah Afschar aus Persien geführt wurden, gestürzt worden war.
Das Jahr 1747 markiert das endgültige Erscheinen einer afghanischen politischen Einheit, die sowohl vom persischen als auch vom Mogulreich unabhängig ist. Im Oktober 1747 wurde in der Nähe der Stadt Kandahar ein Loya Jirga (Großer Rat) beschlossen, woran nicht nur Paschtunen, sondern auch Hazara und Belutschen teilnahmen, in dem Ahmad Schah Durrani als neuer Führer der Afghanen ausgewählt wurde. So wurde die Durrani-Dynastie gegründet. Obwohl Ahmad Schah jünger als die anderen Anwärter war, hatte er mehrere entscheidende Faktoren zu seinen Gunsten. Er gehörte zu einer angesehenen Familie mit politischem Hintergrund, zumal sein Vater als Gouverneur von Herat diente und er selbst bereits Erfahrung als General von Nader Schah hatte.

## Die ersten militärischen Erfolge

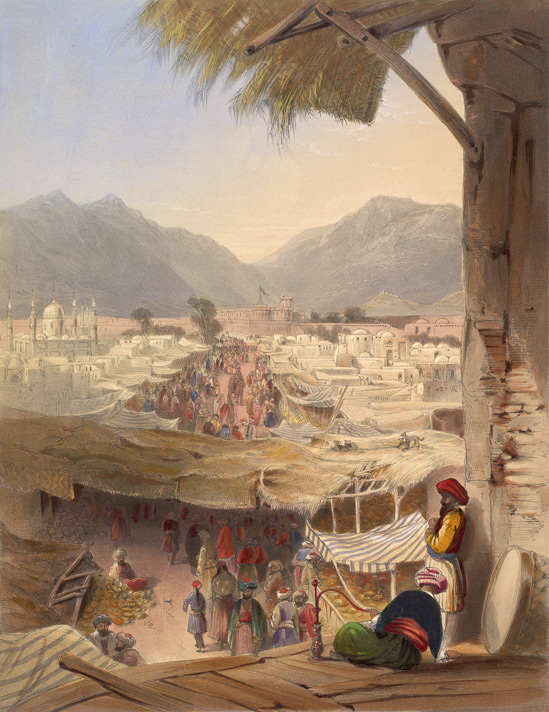
Der Bazaar und die Zitadelle Kandahars

Eine der ersten militärischen Aktionen von Ahmad Schah bestand darin, Ghazni von den Ghilzai zu erobern und dann Kabul dem lokalen Herrscher zu entreißen. 1749 wurde der Herrscher des Mogulreich veranlasst, die Region Sindh, den Punjab und die Region um den Indus an Ahmad Schah abzutreten, was die Mogulen jedoch zunächst ablehnten. Nachdem Ahmad Schah auf diese Weise kampflos beträchtliche Gebiete im Osten erobert hatte, wandte er sich nach Westen, um Herat, Nischapur und Maschhad in Besitz zu nehmen, das von Nader Shah Afschars Enkel Schahrukh Afschar regiert wurde. Als Nächstes sandte Ahmad Schah eine Armee, um die Gebiete nördlich der Hindukusch-Berge zu unterwerfen. In kurzer Zeit brachte die mächtige Armee Durranis selbst die Tadschiken und die Turkvölker im Norden des heutigen Afghanistans unter seine Kontrolle, die bis dahin zum Emirat Buchara gehört hatten. Ahmad Schah drang ein drittes und dann ein viertes Mal in die Überreste des Mogulreichs ein und festigte letztendlich die Kontrolle über die Regionen Kaschmir, Sindh und Punjab. Er plünderte Delhi im Jahr 1757, erlaubte jedoch der Mogul-Dynastie, die nominelle Kontrolle über die Stadt zu behalten, solange sie Ahmad Schahs Oberhoheit über Punjab, Sindh und Kaschmir anerkannten. Ahmad Schah ließ seinen zweiten Sohn Timur Schah Durrani in Delhi zurück, um seine Interessen zu wahren, und verließ Indien, um nach Afghanistan zurückzukehren.

## Beziehungen zu China
Ahmad Schah war alarmiert über die Ausweitung der Qing-Dynastie Chinas bis zur Ostgrenze des heutigen Kasachstans und versuchte, benachbarte muslimische Khanate und Kasachen auf seine Seite zu bringen, um die Muslime in China zu befreien und unter seine Herrschaft zu bringen. Ahmad Schah stoppte den Handel mit der Qing-Dynastie und entsandte Truppen nach Qoʻqon im heutigen Usbekistan. Da seine Kampagnen in Indien die Staatskasse erschöpften und seine Truppen in ganz Zentralasien dünn waren, fehlten Ahmad Schah ausreichende Ressourcen für ein militärisches Vorgehen, sodass ihm nichts anderes übrig blieb als Gesandte nach Peking für erfolglose Gespräche loszusenden. Als Tribut schickte er dem Kaiser Vier afghanische Rosse.

## Dritte Schlacht von Panipat

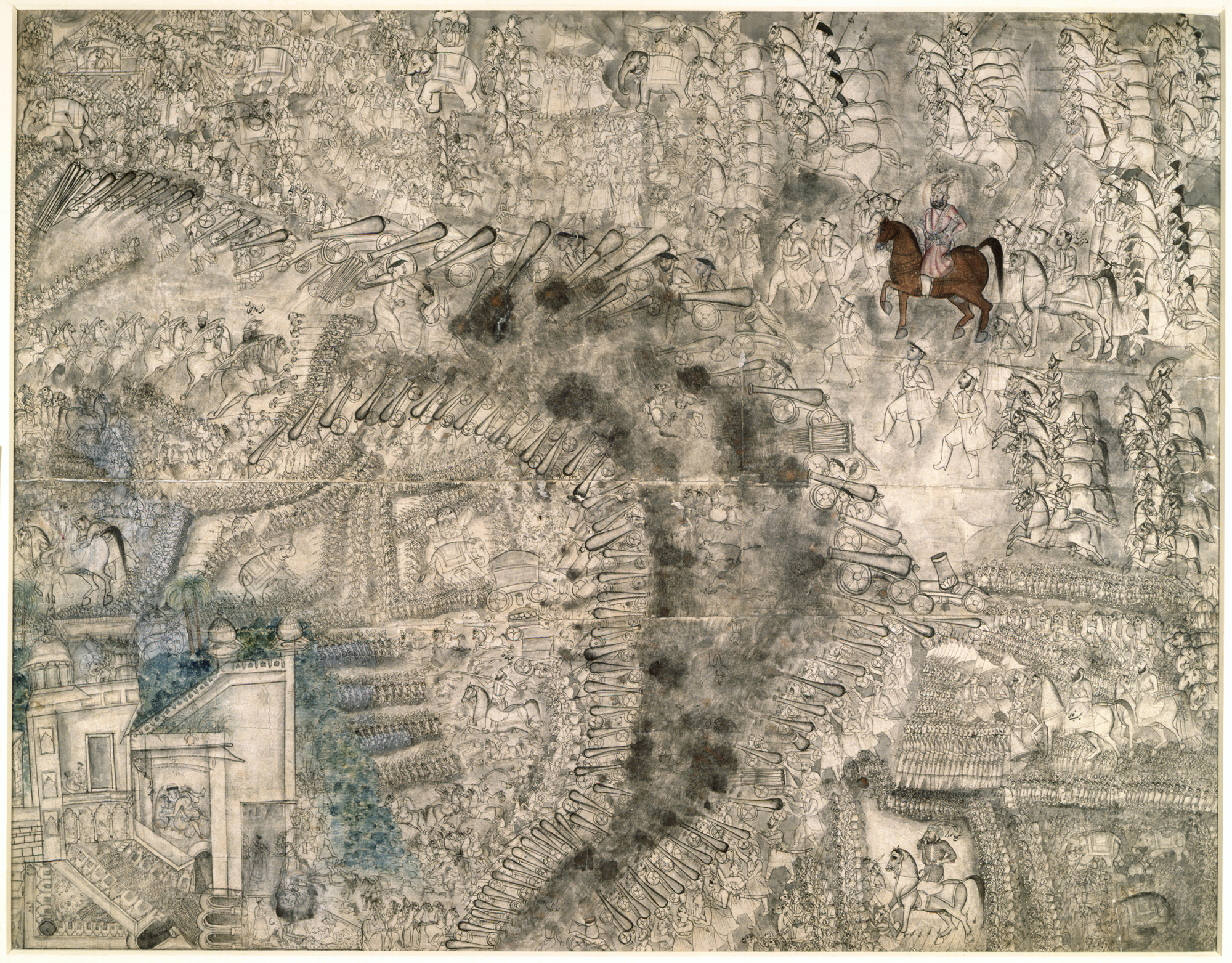
Ahmad Schah Durrani [Ahmad Shah Durrani] und seine Armee besiegen die Marathen während der dritten Schlacht von Panipat entscheidend und installieren wieder die Mogul-Dynastie in Delhi

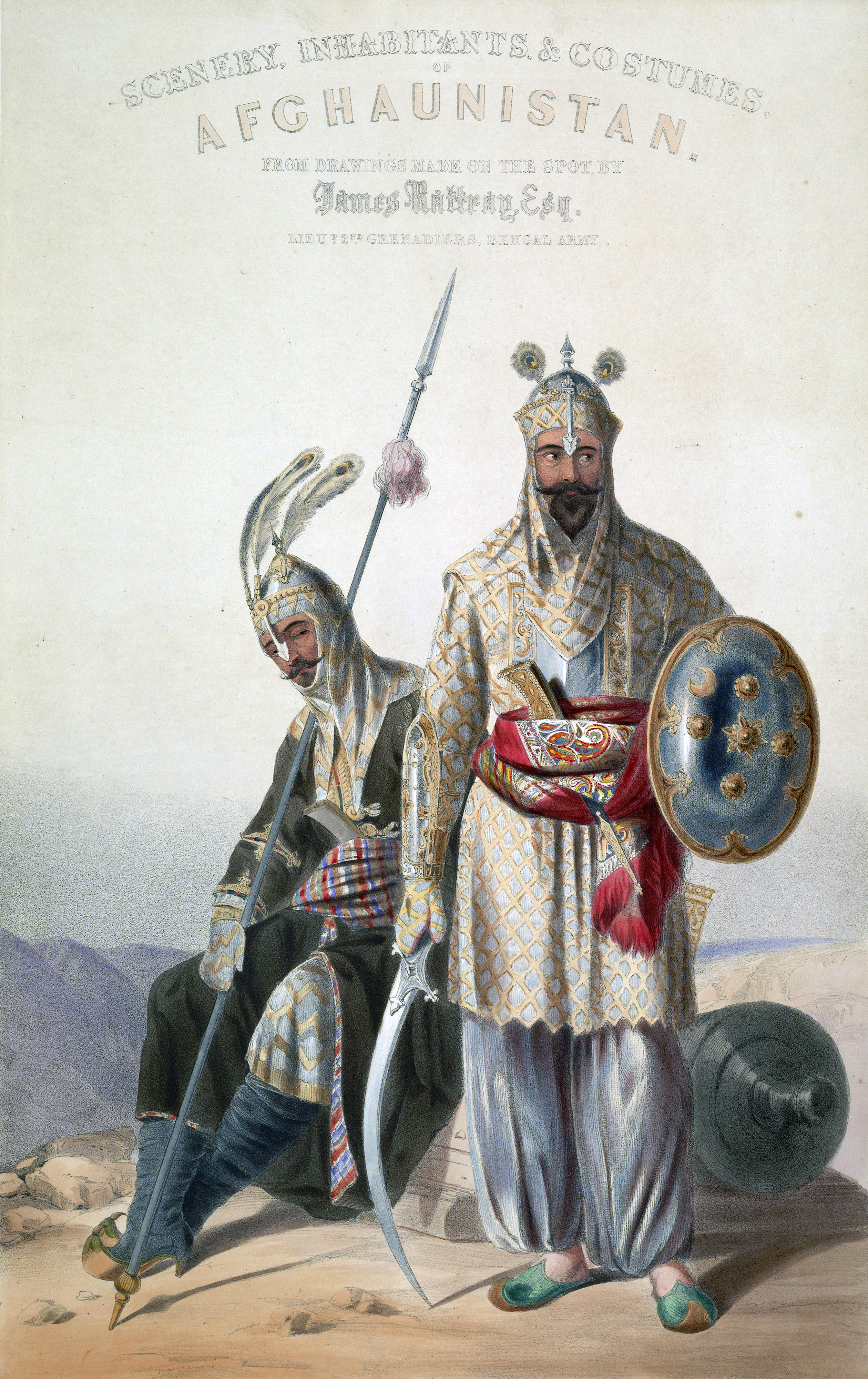
Afghanische Soldaten des Durrani-Reiches

Der Einfluss der Moguln in Nordindien war nach dem Tod des Kaisers Aurangzeb 1707 und nach dem Aufstieg der Durranis stark zurückgegangen. Tief in Indien jedoch gab es eine andere regionale Macht, mit der die Durranis bereits mehrmals konfrontiert waren, die hinduistischen Maratha. Diese kontrollierten den größten Teil Indiens südlich von Delhi. Die Marathen bemühten sich nun, ihr Herrschaftsgebiet nach Delhi und Nordwestindien zu erweitern. Um der Herrschaft der Afghanen in Nordwestindien und Delhi entgegenzuwirken, entsandten die Marathen tausende von Soldaten nach Delhi. Da der König Ahmad Schah Durrani gerade in seiner Hauptstadt in Kandahar weilte, war der Angriff ein voller Erfolg. Die Marathen verdrängte Timur Schah Durrani von seinem Hof in Indien. Dabei kam vor allem Delhi unter die Herrschaft der Marathen. Die Marathen forderten nun sehr hohe Steuern von den dortigen muslimischen Mogulherrschern. Die Moguln jedoch hielten noch immer zu den Durranis, da sie diese als ihre muslimischen Verbündeten sahen und den Status als deren Vasallen auch allgemein der Herrschaft der Marathen vorzogen. So erbat Delhi mehrmals eine weitere Invasion Indiens durch Durrani, um sie von den Marathen zu befreien. Ahmad war gezwungen, nach Indien zurückzukehren und sich den gewaltigen Angriffen der Marathen-Konföderation zu stellen.
Ahmad Schah erklärte einen Dschihad, einen Heiligen Krieg, gegen das Maratha-Reich. Krieger verschiedener Stämme schlossen sich seiner Armee an, einschließlich des belutschischen Volkes unter dem Befehl des Khan von Kalat, Mir Mirir I. Suba Khan Tanoli (Zabardast Khan) wurde als Armeechef aller Streitkräfte ausgewählt. 1759 hatten Ahmad Schah und seine Armee Lahore erreicht und waren bereit, sich den Marathen zu stellen. Bis 1760 hatten sich die Marathen unter dem Kommando von Sadashivrao Bhau zu einer ausreichend großen Armee zusammengeschlossen. Wieder einmal war Panipat Schauplatz einer Konfrontation zwischen zwei kriegführenden Anwärtern auf die Kontrolle über Nordindien. Die dritte Schlacht von Panipat (14. Januar 1761), die zwischen überwiegend muslimischen und weitgehend hinduistischen Armeen ausgetragen wurde, wurde entlang einer zwölf Kilometer langen Front geführt. Die Afghanen besiegten die indischen Marathen in der dritten Schlacht von Panipat am 14. Januar 1761 entscheidend. Die Niederlage bei Panipat führte zu schweren Verlusten für die Marathen und war ein großer Rückschlag für deren König Balaji Rao. Neben mehreren wichtigen Generälen hatte er in der Schlacht von Panipat seinen eigenen Sohn Vishwasrao verloren. Jedoch haben auch die Afghanen in der Schlacht einige Verluste einbüßen müssen.

## Letzte Jahre

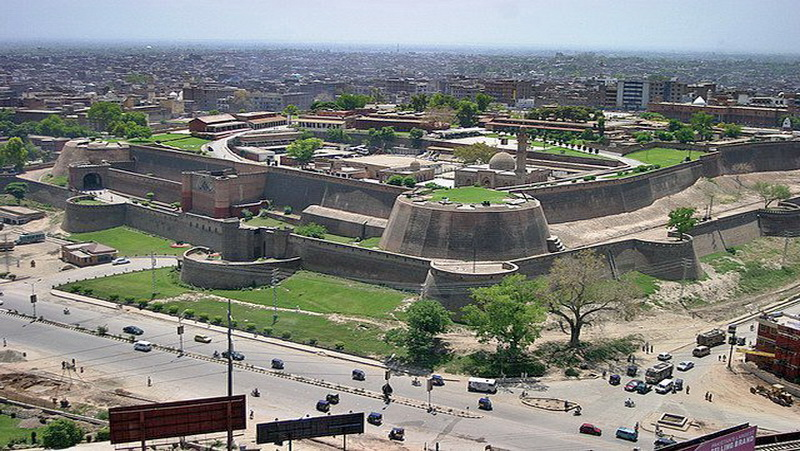
Die Burg Bala Hissar in Peschawar war eine der Hauptresidenzen der Königsfamilie der Durranis.

Der Sieg bei Panipat war der Höhepunkt von Ahmad Schahs – und afghanischer – Macht, während dieser Zeit war das Herrschaftsgebiet der Durrani, das zweitgrößte islamische Reich – nur übertroffen vom Osmanischen Reich. Kurz vor seinem Tod begann das Reich schon zu zerfallen. Seit dem Aufstieg der Sikhs im Punjab begann sich die Herrschaft und Kontrolle über das Imperium, vor allem im Punjab, zu lockern. Durrani und seine Generäle griffen Lahore im Punjab an und massakrierten tausende von Sikh-Einwohnern und zerstörte den Harmandir-Sahib-Tempel in Amritsar. Innerhalb von zwei Jahren rebellierten die Sikhs erneut und bauten ihre heilige Stadt Amritsar wieder auf. Ahmad Schah versuchte noch mehrmals zwischen 1759 und 1762 die Sikhs dauerhaft zu unterwerfen, scheiterte jedoch. Durranis Streitkräfte und Generäle töteten 1762 mehrere zehntausend Sikhs in der Punjab-Region, was den Sikhs als Vaḍḍā Ghallūghārā (Das große Massaker) in Erinnerung blieb. Ahmad Schah stand auch anderen Aufständen nördlich des Oxus gegenüber, dort jedoch einigten er und der usbekische Emir von Buchara sich darauf, dass der Oxus die Grenzen ihrer Länder markieren soll. Ahmad Schah zog sich in sein Haus in den Bergen östlich von Kandahar zurück, wo er am 14. April 1773 starb.

## Andere Durrani-Herrscher (1772–1826)
Ahmad Schahs Nachfolger regierten in einer Zeit tiefgreifender Unruhen so unfähig, dass innerhalb von nur fünfzig Jahren nach dessen Tod das Durrani-Reich per se zu Ende ging und Afghanistan in internen Kriegen verwickelt wurde. Ein Großteil des von Ahmad Schah eroberten Territoriums fiel in diesem halben Jahrhundert an andere Mächte. Bis 1818 kontrollierten die Sadozai-Herrscher (Paschtunischer Stamm), die Ahmad Schah folgten, kaum mehr als Kabul und das umliegende Gebiet in einem Umkreis von 160 Kilometern. Sie verloren nicht nur die abgelegenen Gebiete, sondern entfremdeten auch andere Stämme und Sippen unter den Durrani-Paschtunen selbst.

### Timur Schah (1772–1793)

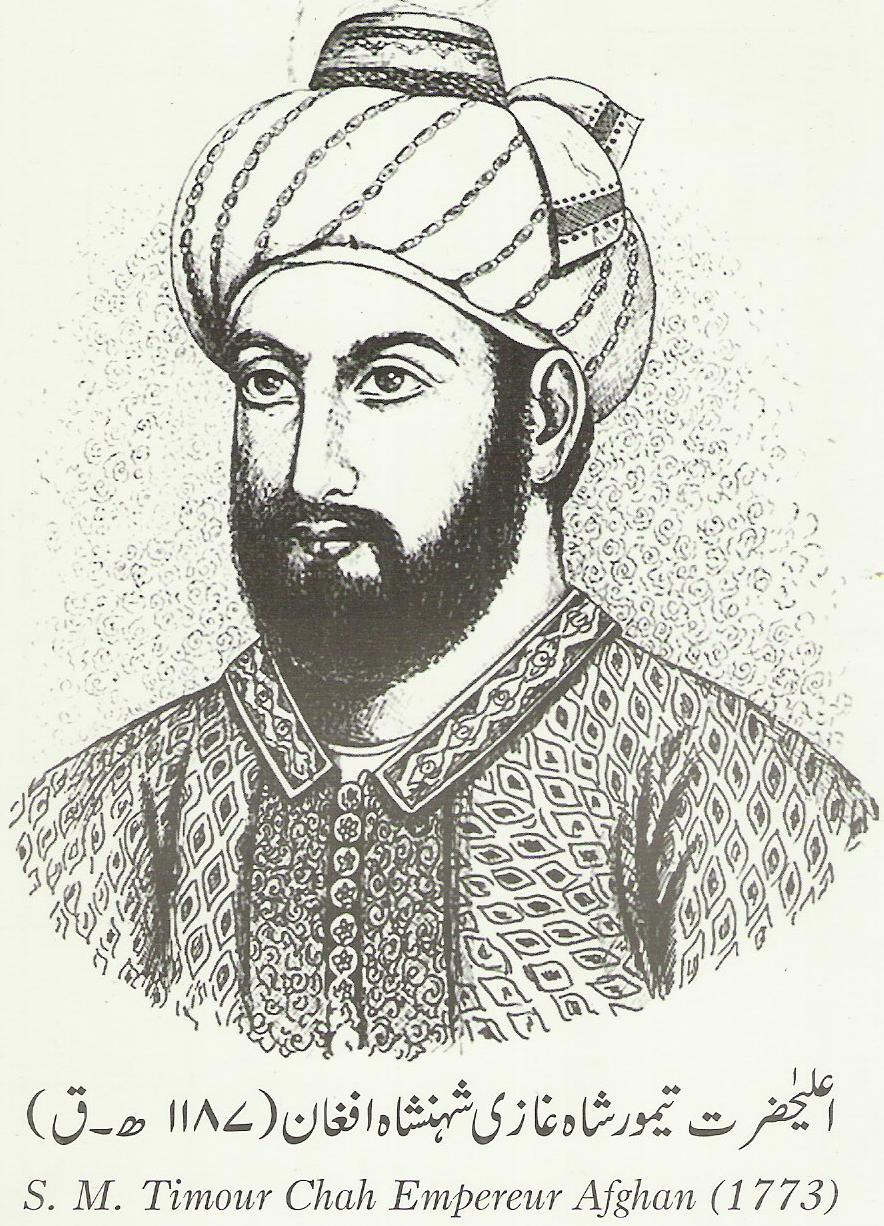
Timur Schah Durrani

Ahmad Schah wurde von seinem Sohn Timur Schah abgelöst, welcher zuvor für die Verwaltung der Eroberten Gebiete in Nordwest Indien zuständig war. Nach Ahmad Schahs Tod akzeptierten die Durrani-Oberhaupt Timurs Nachfolge nur widerwillig. Den größten Teil seiner Regierungszeit verbrachte er damit, einen Bürgerkrieg zu führen und sich der Rebellion zu widersetzen. Aufgrund des Aufstands war Timur sogar gezwungen, seine Hauptstadt von Kandahar nach Kabul zu verlegen und eine Armee von 12.000 Qizilbash aufzustellen, um sich von den unzähligen Paschtunen Stämmen unabhängig zu machen. Timur Schah erwies sich als ineffektiver Herrscher, während seiner Regierungszeit fing das Durrani-Reich an auseinanderzufallen. Er ist bekannt dafür, 24 Söhne gehabt zu haben, von denen einige Herrscher der Durrani-Gebiete wurden Timur starb 1793 und wurde dann von seinem fünften Sohn Zaman Shah abgelöst.
Nach Timur Schahs Tod stritten sich seine Söhne um den Thron. Die Folgen waren permanente Bruderkriege und Gebietsverluste. Durch den Ausbruch der Machtkämpfe um 1800 begann der Niedergang der Dynastie, zumal die Wesire vom Stamm der Baraksai (auch Mohammedzai genannt) zunehmend an Einfluss gewannen. 1817 teilte sich die Dynastie in die Linien von Kabul und Peschawar. Derart geschwächt konnte die Herrschaft über Kaschmir, den Punjab und das Industal von den Durrani gegen die Sikhs nicht mehr behauptet werden. Auch eskalierten nun die Kämpfe mit dem Baraksai-Stamm. So zerfiel Afghanistan zu Beginn des 19. Jahrhunderts in mehrere Fürstentümer. 1826 setzte sich dennoch Dost Mohammed Khan, vom Stamme der Baraksai, in Kabul durch, begründete die Dynastie der Baraksai und etablierte in der Folge das Emirat Afghanistan.